# Беязит (вежа)

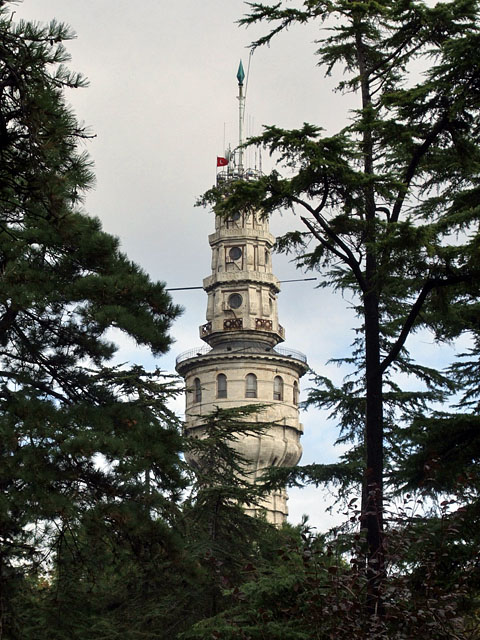
Вежа Беязит

41°00′46″ пн. ш. 28°57′53″ сх. д. / 41.012763888889° пн. ш. 28.964861111111° сх. д.
Вежа Беязит (тур. Beyazıt Kulesi) — вежа, розташована у кварталі Фатіх в європейській частині Стамбула на території Стамбульського університету.
Башта заввишки 85 метрів має чотири поверхи і 260 дерев'яних сходинок, причому кожен поверх має своє найменування. Побудована з рідкісного білосніжного мармуру в якості пожежної оглядової вишки в 1828 році за наказом султана Махмуда II архітектором Бальяні.
Вежа Беязит є зразком неоосманської архітектури. Востаннє башта була реставрована в 1997—1999 роках.
Починаючи з 1995 року вежа щовечора освітлюється вогнями різного кольору, що є показником погоди на завтрашній день.